# Daouda Peeters
Daouda Peeters (Kamsar, 26 januari 1999) is een Belgisch voetballer die bij voorkeur als defensieve middenvelder speelt. Hij tekende in januari 2019 voor Juventus.

## Clubcarrière
Peeters werd geboren in het Guinese Kamsar en kwam op jonge leeftijd naar België. Hij voetbalde in de jeugd bij Lierse en Club Brugge. In juli 2018 trok de middenvelder transfervrij naar het Italiaanse UC Sampdoria.
In januari 2019 werd hij voor een bedrag van vier miljoen euro verkocht aan Juventus. Op 22 september 2019 debuteerde hij voor Juventus U23 in de Serie C tegen US Pontedera 1912. Op 20 juni 2020 verlengde Peeters zijn contract bij Juventus tot 2024. Op 29 juli 2020 maakte hij zijn debuut voor het A-team van Juventus.
Sinds de zomer van 2021 speelt Peeters op één seizoen huurbasis bij Standard Luik die een aankoopoptie bedong.
Einde oktober 2021 werd bij de Juventus-huurling de zenuwziekte syndroom van Guillain-Barré geconstateerd waarmee hij meerdere maanden buiten strijd zou zijn.

## Interlandcarrière
Peeters speelde voor heel wat jeugdreeksen van het Belgisch voetbalelftal.